# Municipio de Beaver Creek (Illinois)
El municipio de Beaver Creek (en inglés: Beaver Creek Township) es un municipio ubicado en el condado de Hamilton en el estado estadounidense de Illinois. En el año 2010 tenía una población de 271 habitantes y una densidad poblacional de 2,87 personas por km².

## Geografía
El municipio de Beaver Creek se encuentra ubicado en las coordenadas 38°10′22″N 88°25′39″O / 38.17278, -88.42750. Según la Oficina del Censo de los Estados Unidos, el municipio tiene una superficie total de 94.27 km², de la cual 94,24 km² corresponden a tierra firme y (0,04 %) 0,04 km² es agua.

## Demografía
Según el censo de 2010, había 271 personas residiendo en el municipio de Beaver Creek. La densidad de población era de 2,87 hab./km². De los 271 habitantes, el municipio de Beaver Creek estaba compuesto por el 98,89 % blancos, el 0,37 % eran asiáticos y el 0,74 % eran de una mezcla de razas. Del total de la población el 0 % eran hispanos o latinos de cualquier raza.